# Linnaemya rubiginosa
Linnaemya rubiginosa är en tvåvingeart som först beskrevs av Robineau-desvoidy 1830.  Linnaemya rubiginosa ingår i släktet Linnaemya och familjen parasitflugor.
Artens utbredningsområde är Frankrike. Inga underarter finns listade i Catalogue of Life.